# Даублебски фон Штернек, Роберт
Роберт Даублебски (Даудлебски, Доудлебски) фон Штернек (чеш. Robert Daublebský ze Sternecku нем. Robert Daublebsky von Sterneck) (7 февраля 1839 — 2 ноября 1910) — австрийский и чешский геодезист, астроном и гравиметрист. Чешский шляхтич. Doctor honoris causa Геттингенского университета (1899). Генерал-майор австро-венгерской армии (1906).

## Биография
Учился в Королевском чешском благородном политехническом институте в Праге (чеш. Královský český stavovský polytechnický ústav v Praze, с 1920 года — Чешское высшее техническое училище в Праге, чеш. České vysoké učení technické v Praze) (1857—1859). Ученик выдающегося чешского геодезиста профессора Карела Франтишека Эдварда Риттера Коржистки (*1825- †1906). Его коллегой по учёбе в 1858—1859 гг. был Доминик Зброжек (*1832-†1889), будущий первый заведующий кафедрой геодезии и сферической астрономии Технической академии и Высшей политехнической школы во Львове (1871—1889). С 11 мая 1859 г. служил в австрийской армии, в частности, в 1-м пешем полку императора Франца Иосифа, 18-м пешем полку великого князя Константина, а в период с 9 декабря 1862 по 11 декабря 1905 гг. — в Военно-географическом институте в Вене — ВГИ в Вене (нем. Militär-Geographischen Institut in Wien), где 12 сентября 1894 года возглавлял астрономическое отделение и астрономическую обсерваторию. Участвовал в австро-итальянской войне 1859 года, в частности, в битвах возле населенных пунктов Маджента (4 июня 1859 г.) и Сольферино (24 июня 1859 г.) в Италии. Как офицер ВГИ АУ выполнял астрономические и триангуляционные наблюдения 1 и 2 классов, барометричне нивелирования, принимал участие в измерении базисов возле г. Хеба в Чехии (25.09.-17.10.1873 г.), г. Рэдэуци на Буковине (28.09.-15.10.1874), ныне Румыния, и г.Тернополь (13-28 августа 1899 г.), руководил астрономическими и триангуляционными работами в области Лим, работал управляющим механических мастерских (1886—1889), занимался конструированием равномерного поста для целей точного нивелирования и с целью определения среднего уровня Адриатического моря и др. Был одним из первых, кто в 1863 году начал европейские градусные измерения. В 1882 г. стал членом Австрийской комиссии по делам градусных измерений (президент Теодор Егон фон Оппольцер), а впоследствии ц. и к. чрезвычайным комиссаром при Международной комиссии по делам европейских градусных измерений (президент Фридрих Роберт Гельмерт). Он один из главных авторов III-го военного картографирования империи (1870—1884), так называемого Франтишко-Йозефского.

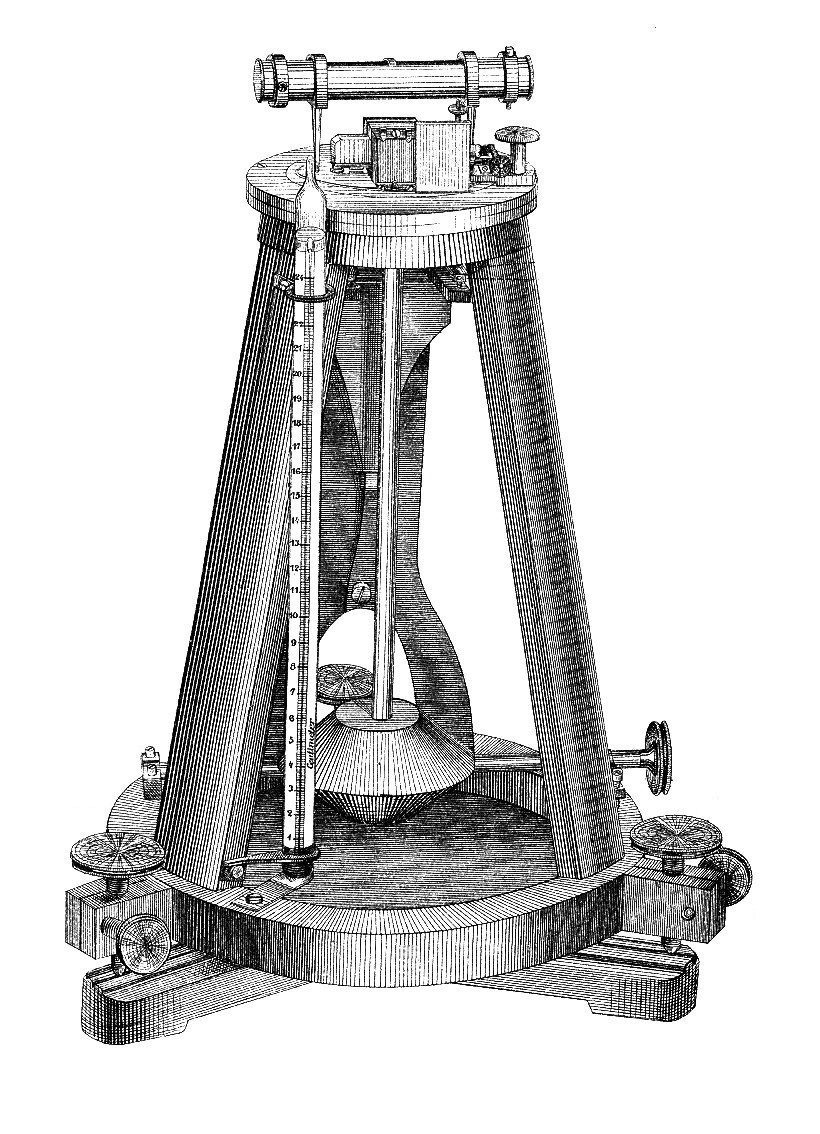
Маятниковый прибор конструкции Роберта фон Штернека (1887 г.)

Однако, наибольшую славу ему принесли исследования гравитации Земли. Начал такие исследования в 1882 году на серебряной шахте в г. Пршибраме и в других местах Чехии, а в 1883 г. расширил их на другие регионы Австро-Венгрии, в том числе на Галицию и Закарпатье (9-27 августа 1892 г.), и другие страны, в частности, на Баварию, Северную Италию (1891), Берлин, Потсдам и Гамбург (1892), Париж, Гринвич, Ричмонд и Страсбург (1893), Пулково и Москву (1894). Сконструировал для этого маятниковый прибор (1881), поздние модификации которого применялись также за рубежом, в том числе в Российской империи. Им лично или под его руководством было измерено 544 гравиметрических пунктах. Под его руководством были получены также предварительные результаты триангуляционных работ 1 класса и точного нивелирования на всю территорию империи и изданный в 1895—1903 гг. V—XX тома «Die astronomisch-geodätischen Arbeiten..» (1894—1906) и I—IV тома «Die Ergebnisse der Triangulierungen…». Автор более 40 научных трудов и отчетов, которые были опубликованы в трудах ВГИ в Вене «Mittheilungen des k.u.k. Militär-Geographischen Institutes».

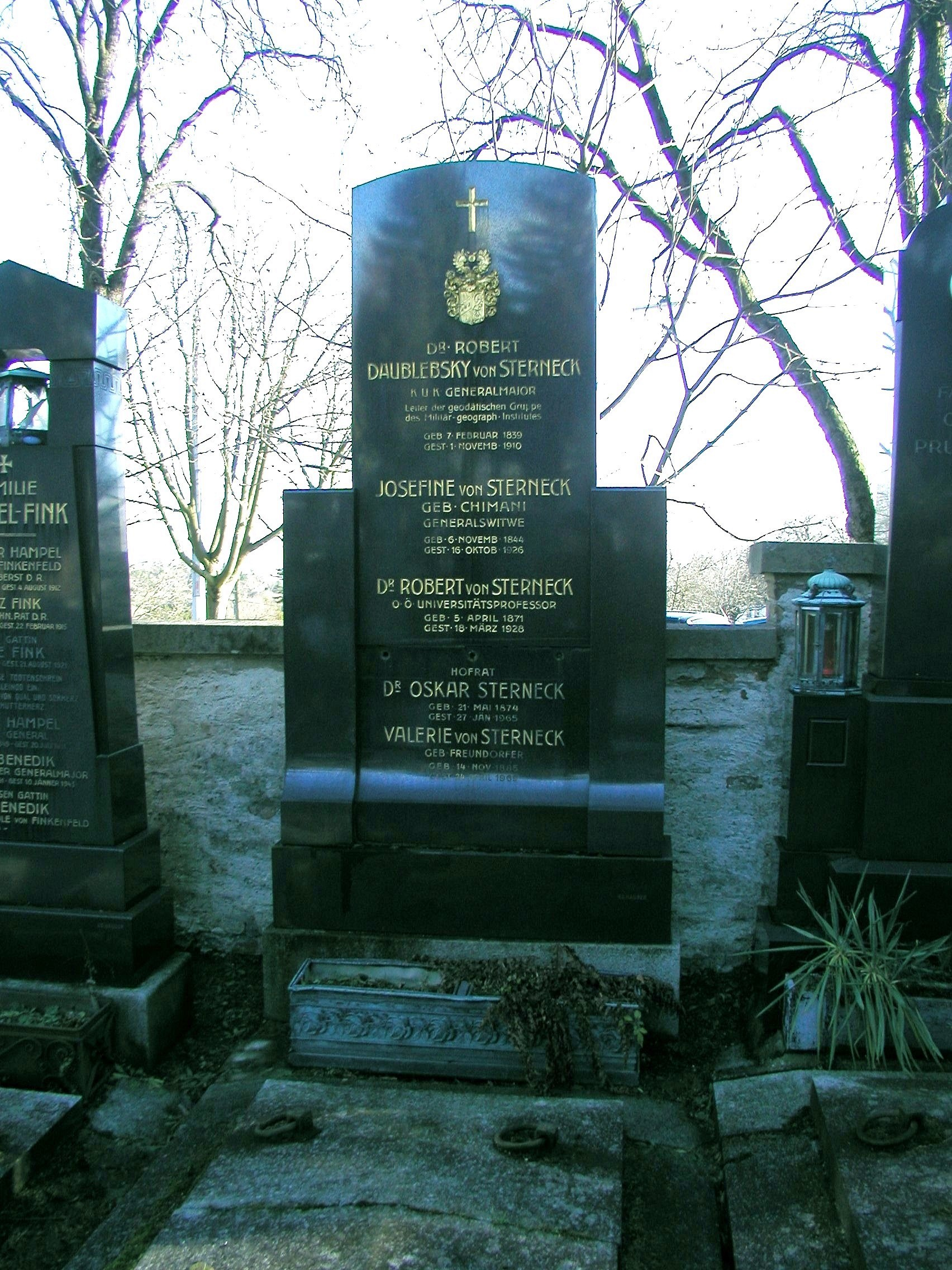
Надгробие Роберта фон Штернека и его семьи)

Член-корреспондент Императорской Академии Наук в Вене (1893) член Королевского Чешского научного общества в Праге, научного общества в Христиании (ныне Академия наук, Осло, Норвегия), академий в Риме и Халле, ц. и к. Географического общества в Вене и Общества исследования Земли в Берлин, почетный член Императорского Русского географического общества в Санкт-Петербурге и Императорского Российского общества естествоиспытателей в Москве. Награждён орденом Железной короны 3-й степени (1899) и Рыцарским крестом ордена Леопольда (1905), российским орденом св. Анны 2 степени, другими австро-венгерскими, прусскими, итальянскими, румынскими, греческими и турецкими наградами, медалью Х. А. Котениуса Германской Академии естествоиспытателей «Леопольдина» (нем. „Leopoldina“) (1896) и другие.
Похоронен на кладбище городка Нойштиф-ам-Вальде (ныне в составе г. Вены). Могила сохранилась.

## Публикации
- Untersuchungen über die Schwere im Innern der Erde, Mitteilungen des k.u.k. Militärgeographischen Instituts Wien, Band 2, 1882, Band 3, 1883, Band 6, 1886
- Der neue Pendelapparat des k. u. k. Militärgeographischen Instituts, Mitteilungen des k.u.k. Militärgeographischen Instituts Wien, Band 7, 1887
- Untersuchungen über den Einfluß der Schwerestörungen auf die Ergebnisse des Nivellements, Mitt. k.u.k. Militärgeogr. Inst., Band 8, 1888, Band 9, 1889
- Relative Schwerebestimmungen, Mitt. k.u.k. Militärgeogr. Inst., Band 12 bis 14, 1892 bis 1894, Band 17, 1897, Band 21, 1901
- Der neue Flutmesser in Ragusa, Mitt. k.u.k. Militärgeogr. Inst., Band 22, 1902[6]
- Die Höhe des Mittelwassers bei Ragusa und die Ebbe und Flut im adriatischen Meere, Mitt. k.u.k. Militärgeogr. Inst., Band 23, 1903
- Über den Einfluß des Mondes auf die Richtung und Größe der Schwerkraft der Erde, Denkschriften der Akademie der Wissenschaften Wien, Band 73, 1876
- Über die Änderung der Refraktionskonstante und Störungen der Richtung der Lotlinie im Gebirge, Denkschriften der Akademie der Wissenschaften Wien, Bd. 80, 1879
- Untersuchungen über den Zusammenhang der Schwere unter der Erdoberfläche mit der Temperatur, Denkschriften der Akademie der Wissenschaften Wien, Band 108, 1899
- Das Fortschreiten der Flutwelle im adriatischen Meere, Denkschriften der Akademie der Wissenschaften Wien, Band 117, 1908
- Die Polhöhe und ihre Schwankungen, Mitt. k.u.k. Militärgeogr. Institut, 1893
- Die Gezeitenerscheinungen in den Adria, Denkschriften der Akademie der Wissenschaften Wien, 1912